# (1896) Beer
(1896) Beer (1971 UC1; 1938 QQ; 1949 TB) ist ein Asteroid des Hauptgürtels, der am 26. Oktober 1971 von Luboš Kohoutek in der Hamburger Sternwarte (Bergedorf) entdeckt wurde.
Er ist nach dem Astronomen Arthur Beer (1900–1980) benannt.